# Fusigobius signipinnis
Gobie de sable à jolis points, Gobie avertisseur
Espèce
Fusigobius signipinnis, communément nommé Gobie de sable à jolis points ou Gobie avertisseur, est une espèce de poissons marins de l'ordre des Perciformes et de la famille des Gobiidae.

## Répartition
Le Gobie de sable à jolis points est présent dans les eaux tropicales de l'ouest du Pacifique depuis le Japon jusqu'à l'Australie. Il est possible de l'observer au Japon, dans les Îles Carolines, aux Philippines, en Nouvelle-Guinée, en Indonésie et en Australie.

## Description
Ce Gobie de sable est un poisson de petite taille pouvant atteindre 35 mm de long.

## Comportement
Cette espèce semble exclusivement peupler les récifs coralliens où elle vit sur le sable à des profondeurs de 5 à 25 m dans des zones protégées comme les grottes et les crevasses. Elle est souvent observée sur de petites bandes de sable sur les tombants abrupts. Fusigobius signipinnis a été observé en groupe comportant jusqu'à 30 individus. 
L'espèce présente un comportement caractéristique qui consiste à agiter la première nageoire dorsale de haut en bas résultant en un clignotement de la tache noire qu'elle arbore. 

## Systématique
L'espèce Fusigobius signipinnis a été décrite par les zoologistes Douglass Fielding Hoese et Yasushi Obika en 1988.
L'épithète signipinis est dérivé du latin signum (drapeau) et pinna (nageoire) faisant allusion au comportement caractéristique consistant à agiter la première nageoire dorsale en exposant la tache noire qu'elle arbore à la manière d'un drapeau.

### Publication originale
- Hoese, D. F., Obika, Y. 1988. A New Gobiid Fish, Fusigobius signipinnis, from the Western Tropical Paciﬁc. Japanese Journal of Ichthyology, Vol. 35, No. 3, pp 282-288[3].